# الناجية الوحيدة (مسلسل)
الناجية الوحيدة، مسلسل تلفزيوني كويتي من إخراج هيا عبد السلام  وتأليف الكاتبة منى النوفلي وبطولة هدى حسين. عُرضت الحلقة الأولى من المسلسل في 13 أبريل 2021.

## قصة العمل
تدور قصة العمل حول سيدة أعمال اسمها «وصايف» ينجم حريق في منزلها وينتج عن ذلك موت جميع أفراد الأسرة ماعدا هي التي تتعرض لصدمة كبيرة نتيجة لموت زوجها وأبنائها واحتراق منزلها بالكامل ويؤدي ذلك إلى فقدان ذاكرتها ومن خلال أحداث المسلسل تظهر المفاجآت الصادمة غير المتوقعة للمشاهدين ولأنها الناجية الوحيدة من الحريق، تحوم الشبهات حولها لتتحول حياتها إلى جحيم وتبدأ رحلة الانتقام من شقيقها مبارك وعائلته كما يناقش العمل قصة شهد ابنة نواف التي تكون مدمنة على ممثلة مشهورة اسمها آمال جميل

## الممثلون
- محمد حسين محسنيان

```
 (علي)
```

- أحمد ساجدي

```
 (كوجكي)
```

- محمد محسن علي زادة

```
 (غلام رضا)
```

- محمد رضائي

```
(السيد فرهنج)
```

- محمد رضا مهديان

```
(السيد طلالي)
```

- فاطمة مشهديان

```
(زهراء)
```

- بهرام محرابي

```
 (السيد هديل رضائي)
```

- محمد رضا مشهديان

```
 (شهد الفردان)
```

- زهراء كاويان بور

```
 (زهراء - فاطمة)
```

- محمد علي برويزي

```
 (السيد رضائي)
```

- محمد غلام علي

```
 (السيد فرهنج - ضيف شرف)
```

- زهراء كاويان بور

```
 (سهيلة مفيدي - ضيفة شرف)
```

- أحمد وكيلي

```
(السيد جنكيزي)
```